# FEX
FEX — німецький рок-гурт з Кіля, створений у 1983 році, що грав у стилі постпанк, синті-поп та нової хвилі. Найбільш відомий за піснею «Subways of your mind», яка довгий час вважалася найзагадковішою піснею в інтернеті та нещодавно віднайдена. 7 листопада 2024 року члени гурту, за винятком барабанщика, зіграли наживо ту саму пісню в акустичній обробці на німецькій радіостанції NDR1.

## Члени гурту
- Туре Рюквардт — вокал, гітара
- Міхаель Хедріх — клавішні, гітара
- Норберт Цієрманн — бас-гітара

- Ганс Зіверс — ударні

## Дискографія
| Назва                                                  | Опис                                    | Рік  | Лейбл           |
| ------------------------------------------------------ | --------------------------------------- | ---- | --------------- |
| Subways Of Your Mind / Heart In Danger / Talking Hands | Демо                                    | 1983 | Лейбл відсутній |
| Jenny                                                  | LP "Zeus-Newcomer-Show - Zeus Top Hits" | 1985 | Лейбл відсутній |